# Symplectoscyphus hero
Symplectoscyphus hero är en nässeldjursart som beskrevs av Blanco 1977. Symplectoscyphus hero ingår i släktet Symplectoscyphus och familjen Sertulariidae.
Artens utbredningsområde är Södra Ishavet. Inga underarter finns listade i Catalogue of Life.